# Axiomática conjuntista de Gorbátov
Axiomática conjuntista de Gorbátov es un enfoque axiomático que construye formalmente una teoría de conjuntos sobre la base de axiomas pertinentes, con miras de usar en asuntos de informática.

## Axiomática

### Axioma de existencia
Existe por lo menos un conjunto.

### Axioma de voluminosidad
Llamado también axioma de extensionalidad. Si los conjuntos Ma y Mb se componen de los mismos elementos, ellos coinciden (son iguales): Ma = Mb

### Axioma de unión
Para dos conjuntos arbitrarios Ma y Mb existe un conjunto, cuyos elementos son todos los elementos del conjuntos Ma y todos los elementos del conjunto Mb y que no contiene ningún otro elemento.
De los axiomas de voluminosidad y de unión se infiere que para los conjuntos arbitrarios Ma y Mb el conjunto  que satisface el axioma de unión es único. La unicidad fluye de lo anterior.

### Axioma de diferencia
Para los conjuntos arbitrarios Ma y Mb existe un conjunto, cuyos elementos son aquellos, y solo aquellos, elementos del conjunto Ma que no son elementos del conjunto  Mb.
Análogamente, del segundo y cuarto axiomas  se deduce que para dos conjuntos arbitrarios existe exactanente un conjunto que contiene los elementos del primer conjunto, no pertenecientes al segundo. Este conjunto se denomina diferencia de Ma y Mb y que se denota Mc = Ma \ Mb

### Axioma de potencia
Para cada conjunto M existe una familia de conjuntos  B(M) (booleano), cuyos elementos son todos los subconjuntos Mi, Mi ⊂ M, y solamente estos.

### Axioma de existencia del conjunto vacío
Existe tal conjunto ∅ que ningún elemento le pertenece.

## Otras operaciones con conjuntos
Aunque las operaciones y los conceptos de la teoría de los conjuntos fueron elaborados intuitivamnete, la estructuración axiomática da la oportunidad de definir formalmente estos conceptos y operaciones de la teoría de conjuntos, apoyándonos en los seis axiomas presentados previamente. Con el auxilio de unión y de diferencia, usando los axiomas introducidos , vamos a definir tres operaciones más sobre conjuntos.

### Intersección
Se define mediante la fórmula 

{\displaystyle M_{a}\cap M_{b}=M_{a}-(M_{b}-M_{b})}

 Se puede demostrar que los elementos  de la  intersección {\displaystyle M_{a}\cap M_{a}} son aquellos y únicamente aquellos que son elementos de Ma y además son elementos del conjunto Mb.

### Complemento
Esta operación se define por la fórmula 

{\displaystyle M^{c}={\boldsymbol {1}}-M} donde {\displaystyle {\boldsymbol {1}}\supset M;1-M\neq \emptyset }

### Diferencia simétrica
Esta operación se establece usando la fórmual definitoria 

{\displaystyle M_{a}\Delta M_{b}=(M_{a}-M_{b})\cup (M_{b}-M_{a})}

## Propiedades de operaciones
Empleando la axiomática introducida, se puede probar la validez de leyes que se aducen para determinar las propiedades de la signatura del álgebra de conjuntos: las leyes de «idempotencia», «conmutativa», «asociativa», «distributiva» «de operación con constantes », «de complemento doble», «leyes formuladas por De Morgan» y otras más presentadas a continuación:
1. ley distributiva de intersección respecto a la diferencia
2. ley conmutativa de diferencia simétrica
3. ley asociativa de diferencia simétrica
4. ley distributiva de intersección respecto a la diferencia simétrica
5. leyes de encolamiento {\displaystyle (M\cap N)\cup (M\cap N^{c})=M}; {\displaystyle (M\cup N)\cap (M\cup N^{c})=M}
6. leyes de absorción
7. leyes de Poretski {\displaystyle M\cup (M^{c}\cap N)=M\cup N}; {\displaystyle M\cap (M^{c}\cup N)=M\cap N}